# Clidemia diffusa
Clidemia diffusa är en tvåhjärtbladig växtart som beskrevs av John Donnell Smith. Clidemia diffusa ingår i släktet Clidemia och familjen Melastomataceae.
Artens utbredningsområde är Guatemala. Inga underarter finns listade i Catalogue of Life.